# Ilorin
Ilorin er en by i det vestlige Nigeria, med et indbyggertal (pr. 2007) på cirka 847.000. Byen er hovedstad i delstaten Kwara.